# レノバ
株式会社レノバ（英: RENOVA, Inc.）は、東京都中央区に本社を置く再生可能エネルギー発電施設の開発・事業運営会社。

## 概要
太陽光・バイオマス・風力・地熱などの再生可能エネルギー発電所を自社で開発・運営する会社。2000年5月に創業して以来、一貫して環境・エネルギー分野での事業を展開。2012年より再生可能エネルギー事業に本格参入した。また、2022年にはGX（グリーントランスフォーメーション）本部を新設し、国内での小規模分散型太陽光、蓄電池事業、陸上風力など、脱炭素化に資する新たなグリーン事業の開発も推進している。また、海外事業はPathway Power Holdings LCCへの投資を皮切りに、新たに米国事業にも取り組んでいる。
公表されている運転中・建設中・開発中の事業は全国28箇所に及び、発電容量は計1.6ギガワット（1,600MW）。また、シンガポール・韓国・ベトナム・フィリピン・インドネシアの5か所にオフィスを設置し、海外事業開発は一層本格化している。

### 社名の由来
社名である「RENOVA」は、「ReNew」のラテン語（Renovarent）に由来する。また、再生可能な社会（Renewable society）の実現をリードする、新しい星（Nova）でありたいという想いも込められている。

## 沿革
- 2000年（平成12年）5月 - 東京都港区赤坂に株式会社リサイクルワン設立。
- 2001年（平成13年）7月 - 本社を東京都渋谷区桜丘町に移転。
- 2006年（平成18年）5月 - 関連会社として株式会社エコスファクトリー、株式会社グリーンループを設立。
- 2008年（平成20年）
  - 1月 - 株式会社エコスファクトリー、株式会社グリーンループのリサイクル工場操業を開始。
  - 6月 - 本社を東京都渋谷区渋谷に移転。
- 2012年（平成24年）10月 - 関連会社として株式会社水郷潮来ソーラー、株式会社富津ソーラー、株式会社菊川堀之内谷ソーラー、株式会社菊川石山ソーラーを設立。
- 2013年（平成25年）12月 - 商号を株式会社レノバに変更。
- 2014年（平成26年）
  - 1月 - 本社を東京都千代田区大手町に移転。
  - 2月 - 水郷潮来ソーラー発電所が運転開始。
  - 8月 - 富津ソーラー発電所が運転開始。
- 2015年（平成27年）
  - 2月 - 菊川堀之内谷ソーラー・菊川石山ソーラー発電所が運転開始。
  - 5月 - 九重ソーラー発電所が運転開始。
  - 9月 - 那須塩原ソーラー発電所が運転開始。
- 2016年（平成28年）
  - 4月 - 大津町ソーラー発電所が運転開始。
  - 7月 - 秋田バイオマス発電所が運転開始。
  - 8月 - 保有するプラスチックリサイクル子会社3社（エコスファクトリー、グリーンループ他1社）の株式を売却。
- 2017年（平成29年）2月 - 東京証券取引所マザーズ市場に上場。
- 2018年（平成30年）
  - 2月 - 東京証券取引所市場第一部に市場変更。
  - 10月 - 本社を東京都中央区京橋に移転。
- 2019年（平成31年/令和元年）
  - 3月 - 四日市ソーラー発電所が運転開始。
  - 5月 - 那須烏山ソーラー発電所が運転開始。
  - 7月 - 軽米西ソーラー発電所が運転開始。
  - 12月 - 軽米東ソーラー発電所が運転開始。
- 2020年（令和2年）5月 - ベトナム・クアンチ陸上風力発電事業への参画を決定[4]。
- 2021年（令和3年）
  - 6月 - 苅田バイオマス発電所が運転開始。
  - 10月- 軽米尊坊ソーラー発電所が運転開始。
  - 10月- クアンチ陸上風力発電事業が運転開始。
- 2022年（令和4年）
  - 4月-GX（グリーントランスフオーメーション）本部を新設。
  - 8月-初のNon-FIT太陽光発電所の電力販売契約（PPA）を東京ガス株式会社と締結。
- 2023年（令和5年）
  - ３月-南阿蘇湯の谷地熱発電所が運転開始。
  - ５月-初のバーチャルPPAを株式会社村田製作所と締結。
  - ６月-人吉ソーラー発電所が運転開始。
  - ８月-出光興産、長瀬産業、SMFLみらいパートナーズと合同会社を設立し、初の系統用蓄電池事業を開始。
  - 11月-仙台蒲生バイオマス発電所が運転開始。
  - 12月-徳島津田バイオマス発電所が運転開始。
- 2024年（令和6年）
  - 1月-米国カリフォルニア州・サンディエゴに本社を置くPathway Power Holdings LLCに投資決定。
  - 3月-石巻ひばり野バイオマス発電所が運転開始。
  - 4月-東京ガス株式会社と資本業務提携契約を締結。[5]
  - 9月-仙台蒲生バイオマス発電所内『蒲生なかの郷愁館』が「震災伝承施設」に登録。
- 2025年（令和7年）
  - 1月-御前崎港バイオマス発電所が運転開始。
  - 4月-阿武隈風力発電所が運転開始。
  - 5月-中期経営計画2030を公表。

## 主な発電所

### 現在運転中
- 水郷潮来ソーラー（茨城県潮来市、15.3 MW）
- 富津ソーラー（千葉県富津市、40.4 MW）[6]
- 菊川石山ソーラー（静岡県菊川市、9.4 MW）[7]
- 菊川堀之内谷ソーラー（静岡県菊川市、7.5 MW）[7]
- 九重ソーラー（大分県玖珠郡九重町、25.4 MW）[8]
- 那須塩原ソーラー（栃木県那須塩原市、26.2 MW）[9]
- 大津ソーラー（熊本県菊池郡大津町、19.0 MW）[10]
- 四日市ソーラー（三重県四日市市、21.6 MW）
- 那須烏山ソーラー（栃木県那須烏山市、19.2 MW）
- 軽米西ソーラー（岩手県九戸郡軽米町、48.0 MW）
- 軽米東ソーラー（岩手県九戸郡軽米町、80.8 MW）
- 軽米尊坊ソーラー（岩手県九戸郡軽米町、40.8 MW）
- 人吉ソーラー（熊本県人吉市、20.8 MW）
- 秋田バイオマス（秋田県秋田市、20.5 MW）[11]
- 苅田バイオマス（福岡県京都郡苅田町、75.0 MW）
- 仙台蒲生バイオマス（宮城県仙台市、約75.0 MW）[12]
- 徳島津田バイオマス（徳島県徳島市、74.8 MW）[13]
- 石巻ひばり野バイオマス（宮城県石巻市、約75.0 MW）
- 南阿蘇湯の谷地熱（熊本県南阿蘇村、約2.0MW）
- クアンチ陸上風力（ベトナム・クアンチ省、144.0MW）[14]

### 建設中
- 唐津バイオマス（佐賀県唐津市、49.9MW）
- 苓北・天草陸上風力（熊本県天草郡、54.6MW）

### 開発中
- 函館恵山地熱（北海道函館市、容量未定）
- いすみ市沖洋上風力（千葉県いすみ市）
- 唐津市沖洋上風力（佐賀県唐津市）

## 関係会社
- 株式会社レノバ・アセット・マネジメント
- RENOVA RENEWABLES ASIA PTE. LTD.
- RENOVA Renewables Korea Co., Ltd.
- RENOVA VIETNAM COMPANY LIMITED
- RENOVA Renewables Philippines Inc.
- PT RENOVA RENEWABLES INDONESIA
- 第一太陽光発電合同会社
- 株式会社水郷潮来ソーラー
- 株式会社富津ソーラー
- 株式会社菊川石山ソーラー
- 株式会社菊川堀之内谷ソーラー
- 九重ソーラー匿名組合事業
- 那須塩原ソーラー匿名組合事業
- 大津ソーラー匿名組合事業
- 軽米西ソーラー匿名組合事業
- 軽米東ソーラー匿名組合事業
- 四日市ソーラー匿名組合事業
- 那須烏山ソーラー匿名組合事業
- 軽米尊坊ソーラー匿名組合事業
- 人吉ソーラー匿名組合事業
- ユナイテッドリニューアブルエナジー株式会社
- 苅田バイオマスエナジー株式会社
- 徳島津田バイオマス発電所合同会社
- 合同会社御前崎港バイオマスエナジー
- 合同会社石巻ひばり野バイオマスエネジー
- 合同会社杜の都バイオマスエナジー
- 合同会社唐津バイオマスエナジー
- 苓北風力合同会社
- 福島復興風力合同会社
- 株式会社南阿蘇湯の谷地熱
- Lien Lap Wind Power Joint Stock Company
- Phong Huy Wind Power Joint Stock Company
- Phong Nguyen Wind Power Joint Stock Company

## テレビ番組
- 日経スペシャル ガイアの夜明け “ゴミ”の電器がカネになる～テレビ・パソコン…潜む“金脈”～（2007年2月13日、テレビ東京）[15] - 日本がレアメタルを確保する最前線を取材。